# Живинице (община)
Община Живинице (босн. и хорв. Opština Živinice, серб. Општина Живинице) — боснийская община, расположенная в центральной части Федерации Боснии и Герцеговины. Административным центром является город Живинице. Образована 19 июня 1959.

## Населённые пункты общины
- Башиговцы
- Брньица
- Вишча-Донья
- Вишча-Горня
- Врноевичи
- Дьедино
- Дубраве-Донье
- Дубраве-Горне
- Дунаевичи
- Джурдевик
- Грачаница
- Зеленика
- Зукичи
- Живинице
- Ковачи
- Кршичи
- Кульян
- Лукавица-Донья
- Лукавица-Горня
- Одоровичи
- Прилук
- Спреча
- Суха
- Своят
- Шеричи
- Тупкович-Доньи
- Тупкович-Горни

## Население
По состоянию на 1991 год в общине проживало 54783 человека в 29 населённых пунктах.